# Religionsfreiheit in der Ukraine
Religionsfreiheit in der Ukraine wird durch die Verfassung des Landes garantiert. In der Praxis steht die Religions- und Weltanschauungsfreiheit in der Ukraine durch den russische Angriffskrieg gegen die Ukraine und seine Folgen, insbesondere die Besatzungsherrschaft in den durch Russland besetzten Gebieten der Ukraine, stark unter Druck. 

## Normierung

### Verfassungsrechtlicher Rahmen
Die Verfassung der Ukraine führt unter Artikel 35 die Religions- und Weltanschauungsfreiheit als ein Grundrecht auf:
"Jeder hat das Recht auf Weltanschauungs- und Religionsfreiheit. Dieses Recht schließt die Freiheit ein, sich zu einer Religion zu bekennen oder nicht zu bekennen, religiöse Kulthandlungen und Rituale einzeln oder in Gemeinschaft frei auszuüben und religiöse Aktivitäten durchzuführen.
Die Ausübung dieses Rechts darf nur im Interesse des Schutzes der öffentlichen Ordnung, der Gesundheit und der Moral der Bevölkerung oder zum Schutz der Rechte und Freiheiten anderer gesetzlich eingeschränkt werden.
Die Kirche und die Religionsgemeinschaften sind in der Ukraine vom Staat und die Schule von der Kirche getrennt. Keine Religion darf vom Staat als verpflichtend anerkannt werden.

Niemand darf aufgrund seiner religiösen Überzeugung von seinen Pflichten gegenüber dem Staat entbunden werden oder sich weigern, die Gesetze einzuhalten. Wenn die Erfüllung des Militärdienstes den religiösen Überzeugungen eines Bürgers widerspricht, muss die Erfüllung dieses Dienstes durch einen anderen (nicht-militärischen) Dienst ersetzt werden."

### Völkerrechtlicher Rahmen
Die Ukraine hat den Internationalen Pakt über bürgerliche und politische Rechte am 20. März 1968 unterzeichnet und am 12. November 1973 ratifiziert (als Teil der UdSSR), der unter Artikel 18 das Recht auf Gedanken-, Gewissens- und Religionsfreiheit ausformuliert.

## Herausforderungen für die Religions- und Weltanschauungsfreiheit in der Ukraine

### Zerstörung von Sakralgebäuden durch Russland
Allein zwischen dem 24. Februar 2022 und dem 1. Dezember 2023 wurden nach Angaben des ukrainischen Institute for Religious Freedom (IRF) mindestens 630 sakrale Stätten durch russische Angriffe und Übergriffe beschädigt oder zerstört. Darunter befanden sich 187 Stätten der Ukrainischen Orthodoxen Kirche, 110 Stätten der Zeugen Jehovas, 94 Stätten von Pentekostalen Kirchen, 60 Stätten von baptistischen Kirchen, 59 Stätten der Orthodoxen Kirche der Ukraine, 27 Stätten der Sieben-Tage-Adventisten, 25 Stätten anderer evangelikaler Kirchen, 21 Stätten der römisch-katholischen Kirche, 20 Stätten der griechisch-katholischen Kirche, 12 Synagogen und jüdische heilige Stätten, 8 Moscheen und muslimische Kulturzentren und 7 Stätten der Mormonen. U. a. sind religiöse Gebäude in der Ukraine durch das russische Militär beschlagnahmt und für militärische Zwecke missbraucht worden. Darüber hinaus richten die wiederholten Angriffe Russlands aus der Luft und mit Artillerie gegen die ukrainische zivile Infrastruktur auch an der religiösen Infrastruktur des Landes massive Schäden an. Viele religiöse Stätten fielen auch russischen Plünderungen zum Opfer. Das Institute for Religious Freedom gibt an, dass seine Zahlen nur dokumentierte Fälle umfasst und sich das tatsächliche Ausmaß der Zerstörung vermutliche erst nach dem Ende der Kampfhandlungen ermitteln lassen wird.

### Verletzungen und Einschränkungen der Religionsfreiheit durch die russischen Besatzer

#### Verletzungen und Einschränkungen der Religionsfreiheit auf der besetzten Krim
Infolge der völkerrechtswidrigen Annexion der Krim durch Russland im März 2014 und das daraufhin eingeführte Besatzungsregime kam es zu massiven Beeinträchtigungen der Religions- und Weltanschauungsfreiheit auf der Krim:
Alle nach ukrainischem Recht registrierten Religionsgemeinschaften mussten sich erneut registrieren lassen, diesmal den Regelungen des russischen Besatzungsregimes folgend. Zahlreiche religiöse Organisationen mussten infolgedessen ihre Tätigkeiten einstellen. Einige religiöse Entitäten, u. a. die zur römisch-katholischen Kirche und zur lutherischen Kirche gehörenden Gemeinden wurden zu einer Überprüfung durch das russische Justizministerium gezwungen. In Folge dieser Überprüfung wurden die religiösen Entitäten verpflichtet, sämtliche Nennungen von Beziehungen zu ukrainischen Stellen (z. B. Bistümern und Verwaltungen) aus ihren Statuten zu entfernen.
Nach Angaben des ukrainischen Instituts für Religionsfreiheit kam es seit 2014 in den von Russland besetzten Gebieten zu Entführungen, Folterungen und außergerichtlichen Hinrichtungen von Mitgliedern unterschiedlicher Religionsgemeinschaften. Entsprechende Menschenrechtsverletzungen haben seit der Ausweitung der Invasion am 24. Februar 2022 weiter zugenommen.
Seit 2017, als die Zeugen Jehovas in Russland zu einer extremistischen Organisation erklärt worden sind, werden Angehörige dieser Religionsgruppe auch auf der Krim verfolgt.
Besonders starke Repressalien wendet das Besatzungsregime gegenüber den krimtatarischen Muslimen an, einer Bevölkerungsgruppe, die bereits 1944 Deportationen durch das totalitäre Sowjet-Regime zum Opfer gefallen war. Prominente Vertreter der Krimtataren sind nach der völkerrechtswidrigen Besatzung der Krim mit einem Einreiseverbot belegt worden.
Auch andere muslimische Gemeinschaften, die sich weigern, sich der Islamischen Zentralverwaltung der Russischen Föderation zu unterstellen, leiden unter Repressionen.
Die orthodoxe Kirche der Ukraine weigert sich, ihre Gemeinden nach russischem Recht registrieren zu lassen. Ihre Gemeinden sind daher massiven Repressionen ausgesetzt. Gottesdienste werden regelmäßig durch russische Polizei- und Sicherheitskräfte unterbrochen und Gebäuden der Gemeinden droht eine Enteignung.

#### Verletzungen und Einschränkungen der Religionsfreiheit in russisch besetzten Gebieten im Donbas
Infolge der völkerrechtswidrigen Invasion Russlands seit 2014 und den Annexionen von September 2022 durch Russland weiteten sich Einschränkungen und Verletzungen der Religionsfreiheit durch die russische Besatzungsmacht, wie sie auf der Krim zu beobachten sind, auch auf die im Zuge dieser Aggressionen besetzten Gebiete aus.
2016 wurde der Theologe Ihor Kozlovskyi von pro-russischen Milizen verhaftet, weil ihm pro-ukrainische Einstellungen vorgeworfen wurden. Er wurde bis 2017 im Gefangenenlager Izoliatsiia festgehalten, bevor er im Zuge eines Gefangenenaustausches befreit worden ist.
2018 führte die selbsterklärte Volksrepublik Lugansk (VRL) ein restriktives Religionsgesetz ein (Gesetz #211-II „Über Gewissensfreiheit und religiöse Organisationen“), das eine Neu-Registrierung aller Religionsgemeinschaften innerhalb einer Frist von sechs Monaten verpflichtend machte und das jede Religionsgemeinschaft für illegal erklärt, die keine Erlaubnis des VRL-Regimes erhalten hat, zu existieren. Allen orthodoxen Gemeinden, die nicht dem Moskauer Patriarchat untergeordnet sind, ist diese Erlaubnis verweigert worden. Die Geheimpolizei des Staatssicherheitsministeriums hat zudem ohne eine gesetzliche Grundlage alle Gemeinden der Ukrainischen Baptistischen Union verboten. Auch pentekostalen Kirchen, Sieben-Tage-Adventisten und anderen protestantischen Kirchen ist eine Registrierung verweigert worden. Religiöse Treffen ohne Erlaubnis des VRL-Regimes sind bestraft worden. Gottesdienste von nicht-registrierten Religionsgemeinschaften wurden immer wieder gestört. Wiederholt ist ihnen der Zugang zu ihren eigenen Gebäuden verweigert worden. Außerdem ist diesen Gemeinden immer wieder der Anschluss an die Wasser-, Gas- und Elektrizitätsversorgung abgeschnitten worden. In etlichen Fällen sind zudem Kirchengebäude beschlagnahmt bzw. verwüstet worden. Es ist zudem eine systematische Überwachung der lokalen Religionsgemeinschaften erfolgt, die ein Klima der Angst geschaffen hat. Kontakte zu Religionsgemeinschaften in den freien Gebieten der Ukraine sind verboten worden. U.a. wurde es einem katholischen Priester, der seit 1993 in Luhansk gelebt hatte, verboten, dorthin zurückzukehren, wodurch auch die lokale Seelsorge massiv beeinträchtigt worden ist. Neben der Seelsorge mussten auch zahlreiche Aktivitäten im Bereich der sozialen Wohlfahrt, die durch nicht-registrierte Religionsgemeinschaften durchgeführt worden waren, eingestellt werden. Alle registrierten Religionsgemeinschaften sind zu regelmäßigen ausführlichen Berichten verpflichtet. Treffen von Religionsgemeinschaften in privaten Wohngebäuden sind verboten worden.
Dem russischen Vorbild folgend haben die selbsterklärten Volksrepubliken Lugansk (VRL) und Donezk (VRD) die Zeugen Jehovas und andere "nicht-traditionelle" Glaubensrichtungen verboten. Bereits 2017 hatten die unrechtmäßigen Regime den Zeugen Jehovas eine Kooperation mit dem Ukrainischen Geheimdienst SBU und Neo-Nazi-Gruppen vorgeworfen.
2018 wurde die letzte verbliebene Moschee in Donezk geschlossen, nachdem der Imam und Gemeindemitglieder von bewaffneten Kräften durchsucht und verhört worden sind. Der Gemeinde wurde vom VRD-Regime ohne Nachweise vorgeworfen, dass es sich bei der Gemeinde um eine "pseudoreligiöse islamistische Organisation" handele, die extremistische Propaganda verbreiten habe.

#### Verletzungen und Einschränkungen der Religionsfreiheit in russisch besetzten Gebieten in den Oblasten Saporischschja, Cherson und Charkiw
Infolge der völkerrechtswidrigen Besatzungen von Gebieten im Donbas 2014 und den Annexionen von 2022 durch Russland weiteten sich Einschränkungen und Verletzungen der Religionsfreiheit durch die russische Besatzungsmacht, wie sie auf der Krim zu beobachten sind, auch auf die im Zuge dieser Aggressionen besetzten Gebiete aus.
Nach Angaben des Großerzbischofs Sviatoslav Shevchuk, dem Primas der Ukrainischen Griechisch-Katholischen Kirche, ist die Griechisch-Katholische Kirche in den durch Russland besetzten Gebieten de facto liquidiert worden. In der Region Saporischschja etwa katholische Organisationen wie die Caritas oder die Kolumbusritter seien verboten worden. Es sei kein katholischer Priester in den besetzten Gebieten übrig geblieben.

### Spannungsfeld Sicherheit und Religionsfreiheit
Infolge der russischen militärischen Aggressionen und Einflussnahmen seit 2014 sah es die ukrainische Regierung für notwendig an, die in den Schrankenregelungen von Artikel 35 der ukrainischen Verfassung festgeschriebenen Vorbehalte geltend zu machen. Sie beruft sich damit auf ihr Recht, in einem dem Grundsatz der Verhältnismäßigkeit entsprechenden Umfang in die Freiheit der Religionsausübung und Selbstbestimmungsrechte der Religionsgemeinschaften einzugreifen, um konkrete Gefährdungen der inneren und äußeren Sicherheit abzuwehren. Unter anderem wurde in über 70 Fällen gegen Kleriker und Mitarbeitende der Ukrainisch-Orthodoxen Kirche ermittelt, weil ihnen Kollaboration, Staatsverrat oder Hassrede aus religiösen Gründen vorgeworfen worden ist. Am 20. August 2024 verabschiedete das ukrainische Parlament das "Gesetz über den Schutz der nationalen und öffentlichen Sicherheit, der Menschenrechte und der Freiheiten im Bereich der Aktivitäten religiöser Organisationen". Während unabhängige Experten das Recht der Ukraine bekräftigten, Maßnahmen zum Schutz der eigenen Sicherheit zu ergreifen, auch wenn diese mit Eingriffen in die Freiheit der Religionsausübung und Selbstbestimmungsrechte der Religionsgemeinschaften verbunden sind, mahnen viele Experten zugleich an, dass entsprechende Schritte nur dann legitim sind, wenn sie zielgerichtet sind und dem Grundsatz der Verhältnismäßigkeit gerecht werden.

### Gesellschaftliche Spannungen und gegen Religionsgemeinschaften bzw. ihre Angehörigen gerichtete Hasskriminalität

#### Antisemitismus
Antisemitische Vorfälle sind in der Ukraine äußerst selten. Für das Jahr 2018 hat die Vereinigung jüdischer Organisationen und Gemeinden der Ukraine (VAAD) insgesamt 12 Fälle von Vandalismus dokumentiert, die einen antisemitischen Hintergrund hatten. Gleichzeitig wurde kein einziger antisemitisch motivierter Angriff auf Personen erfasst. Mit dem Präsidenten Wolodymyr Selenskyj (gewählt 2019) und dem Premierminister Denys Shmyhal (gewählt 2020) bekleiden zwei Politiker die höchsten Staatsämter, die eine jüdische Abstammung haben. Auch Oleksij Resnikow, ukrainischer Verteidigungsminister von 2021 bis 2023, stammt aus einer jüdischen Familie.
Im Herbst 2021 hat die ukrainische Regierung ein Gesetz zur Bekämpfung des Antisemitismus verabschiedet.
2016 initiierte die ukrainische Regierung die Errichtung des Holocaust-Gedenkzentrum Babyn Jar. An dem Ort waren im Herbst 1941 fast 34.000 Juden durch die deutschen Nationalsozialisten ermordet worden. Im März 2022 wurde die Gedenkstätte durch einen russischen Raketenangriff beschädigt.

#### Spannungen um die Ukrainisch-Orthodoxe Kirche
Vor Beginn der russischen Aggressionen gegenüber der Ukraine stellte die Ukrainische Orthodoxe Kirche des Moskauer Patriarchats (UOK-MP) die mit Abstand größte Kirche in der Ukraine dar. Aufgrund ihrer Verbindungen nach Russland stieß die Kirche jedoch bei weiten Teilen der Bevölkerung zunehmend auf Skepsis. Im Dezember 2018 spalteten sich daher zahlreiche orthodoxe Gemeinden ab und gründeten die Orthodoxe Kirche der Ukraine (OKU). Am 6. Januar 2019 gewährte der Patriarch von Konstantinopel, Bartholomaios I., der OKU die Autokephalie. Dadurch wurde die OKU als eigenständige Kirche, die von der russisch-orthodoxen Kirche unabhängig ist, anerkannt. 2022 identifizierten sich Erhebungen des Kyiv International Institute of Sociology (KIIS) zufolge 54 % der Ukrainerinnen und Ukrainer mit der OKU, nur 4 % noch mit der UOK-MP und weitere 14 % verstanden sich als orthodox, ohne die Zugehörigkeit zu einer bestimmten Kirche zu spezifizieren. Infolge der Aufspaltung kam es auch zu gesellschaftlichen und politischen Spannungen. Von etlichen wurde Ukrainische Orthodoxe Kirche des Moskauer Patriarchats (UOK-MP) als komplizitär mit den russischen Aggresoren und Besatzern wahrgenommen, was auch zu vereinzelten Übergriffen auf die Kirche führte. Vor diesem Hintergrund mahnen unabhängige Experten die ukrainische Regierung zu sensiblen Umgang im Umgang mit der UOK-MP und OKU. Eine Einmischung von politischer Seite in innerkirchliche Fragen sei kontraproduktiv und berge das Risiko, bereits bestehende Stigmatisierungen zu verstärken. Statt kollektiv gegen eine einzelne Kirche vorzugehen, sei es vielmehr geboten, konkrete Verfehlungen zu ahnden, in denen Spionage und Landesverrat nachgewiesen werden kann.